# Armand David

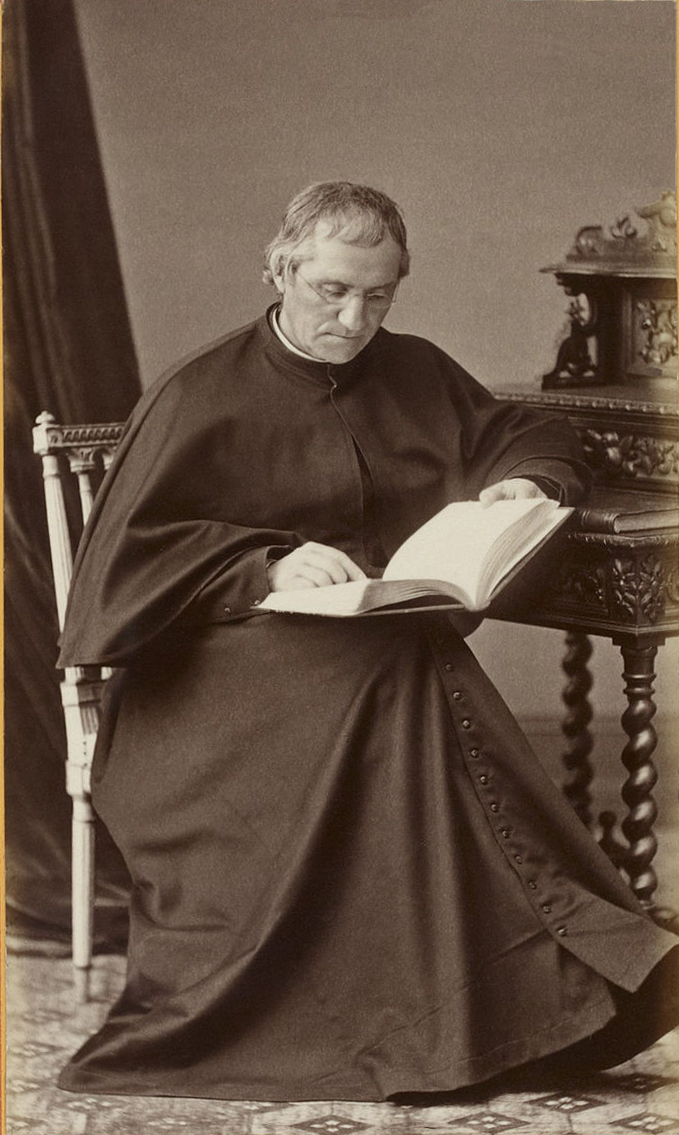
Armand David

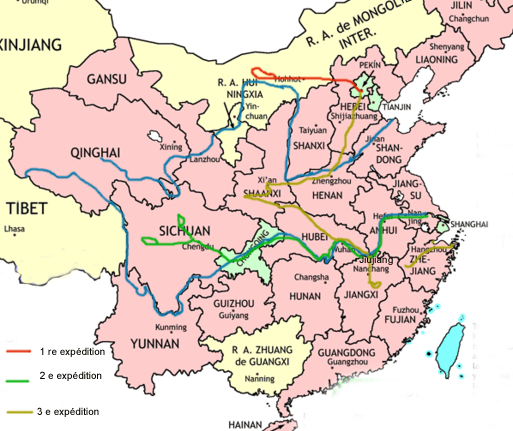
Davids Erkundungen in China

Jean Pierre Armand David (* 7. September 1826 in Espelette nahe Bayonne; † 10. November 1900 in Paris), auch Père David, war ein französischer Naturforscher mit umfangreichen Kenntnissen in Geologie, Mineralogie, Vogelkunde, Zoologie und Botanik. Er gehörte dem katholischen Orden der Lazaristen an. Sein offizielles botanisches Autorenkürzel lautet „David“.

## Leben und Wirken
1862 wollte er in Peking eine Schule für junge Chinesen gründen, verlagerte seine Aktivitäten aber schon bald auf die Zoologie und legte Sammlungen im Auftrag des Muséum national d’histoire naturelle (Naturwissenschaftliches Museum) in Paris an. 1868 führte sein Weg durch die mongolische Hochebene um Kuku-choto und dann zum Hoangho. 1872 war er im Gebiet von Chengde, damals Jehol, wo die Strecke seiner Exkursionen zu Fuß der Strecke Peking-Moskau entspricht. 1874 reiste er für 25 Monate an die Nordostgrenze des tibetischen Hochlandes. Aus gesundheitlichen Gründen musste er China dann verlassen.
Im März 1869 sah David als erster Europäer einen erlegten Großen Panda (Ailuropoda melanoleuca), den er wissenschaftlich beschrieb.
Gemeinsam mit Émile Oustalet schrieb er Les Oiseaux de la Chine (2 Bände, 1877), worin er anmerkte, dass er 772 verschiedene Vogelarten beobachtet hatte; insgesamt sandte er mehr als 1300 Bälger von 470 Vogelarten an das Museum in Paris.

## Ehrungen
Die Gattung Davidia Baill. (1871) der Familie der Tupelogewächse (Nyssaceae) wurde nach ihm benannt.
Nach David wurden die Armands Kiefer (Pinus armandii Franch.), die Davids-Lilie (Lilium davidii), der Taschentuchbaum (Davidia involucrata), der Schmetterlingsflieder (Buddleia davidii), der Davids-Ahorn (Acer davidii) sowie der Pater-David-Maulwurf (Talpa davidiana) und der Davidshirsch (Elaphurus davidianus) benannt.
Am 1. April 1872 wurde David als korrespondierendes Mitglied in die Académie des sciences aufgenommen.

## Schriften (Auswahl)
Bücher
- Journal de mon troisième voyage d’exploration dans l’empire Chinois. 2 Bände, Hachette et cie, Paris 1875 (Band 1, Band 2).
- Les oiseaux de la Chine. 2 Bände, G. Masson, Paris 1877 (Band, Atlas, farbige Tafeln) – mit Émile Oustalet.
- Notice sur quelques services rendus aux sciences naturelles par les missionnaires de l’Extrême-Orient. Mougin-Rusand, Lyon 1888 (Digitalisat).
- La Faune chinoise. Mémoire présenté au Congrès scientifique international des catholiques tenu à Paris en 1888. Paris 1889 (Digitalisat).

Zeitschriftenbeiträge
- Journal d’un voyage en Mongolie fait en 1866 sous les auspices de S.E.M. Duruy, ministre de l’instruction publique. In: Nouvelles archives du Muséum d’histoire naturelle.
  - Band 3, 1867, S. 18–41 (Digitalisat).
  - Band 4, 1868, S. 3–83 (Digitalisat).
- Voyage en Chine. In: Nouvelles archives du Muséum d’histoire naturelle. Band 5, 1868, S. 3–13 (Digitalisat).
- Voyage en Mongolie. In: Bulletin de la Société géographique. 6. Folge, Band 9, 1875, S. 5–45, 131–176 (Digitalisat).
  - = Paris 1875 (Digitalisat).
- Second voyage d’exploration dans l’Ouest de la Chine 1868 à 1870. In:  Bulletin de la Société géographique. 6. Folge, Band 11, 1876, S. 31–52, 156–183, 278–303 (Digitalisat).
- Notice sur les services rendus aux sciences naturelles par les missionnaires de l’Extrême-Orient. In: Les Missions catholiques. Band 20, 1888, S. 214–216, 226–227, 236–239, 246–248, 258–261, 272–274 (Volltext, Digitalisat) – mit Autobiografie.